# Imanato
Un imanato es una nación teocrática regida por un imán, o por varios gobernantes que afirman ser descendientes del profeta Mahoma. Estos pueden también ejercer como líderes espirituales de la nación.
Los lugares donde existieron imanatos son:
- El norte de Yemen
- Imanato de Omán
- Imanato del Cáucaso: Chechenia y regiones musulmanas de Rusia.
- Imanato zaidí

- Datos: Q2989480